# Murat Brierre
Pour les articles homonymes, voir Brierre.
Murat Brierre (ou Murat Briere, Mirebalais, 1938 - Port-au-Prince, 1988) est un sculpteur et graveur haïtien d'inspiration vaudou.

## Biographie
Né en 1938 à Mirebalais, Murat Brierre exerce dans un premier temps une succession de métiers manuels et d'artisans tels que maçon, charpentier, ébéniste et forgeron. Durant les années 1950, il rencontre l'artiste Rigaud Benoit.
À la fin de ces années 1950, ce dernier l'introduit au centre d'art de Port-au-Prince dirigé par Dewitt Peters où il étudie le dessin et la peinture, puis il s'initie à la sculpture en métal découpé, un mode d'expression qui lui convient mieux, avec Georges Liautaud notamment, à partir de 1966, dont il est le premier élève. Comme Liautaud, Brierre utilise ses compétences de forgeron dans sa pratique du bosmétal, comme lui, il utilise et mélange thèmes vaudous et chrétiens. Brierre affectionne particulièrement les groupes de personnages qu'il soumet aux idées de métamorphose et de gestation pour donner de la mythologie vaudou une interprétation très personnelle, où le dessin prédomine. Dans les années 1980, il réalise une série de crucifix. Il crée des effets de texture en ajoutant des lamelles de métal rivetées sur la silhouette étirée du Christ. Dans le contexte vaudou, la crucifixion n'est pas seulement un thème chrétien. La croix est aussi un symbole du Bawon Samdi, le maître du cimetière, et le carrefour entre le monde des vivants et des morts. Parfois, Brierre réalise des linogravures, comme études préliminaires de ses sculptures. Il expose notamment aux États-Unis, au Mexique et en Jamaïque.
Murat Brierre meurt en 1988,. Le musée du Panthéon national haïtien expose une partie de ses créations.

## Expositions principales

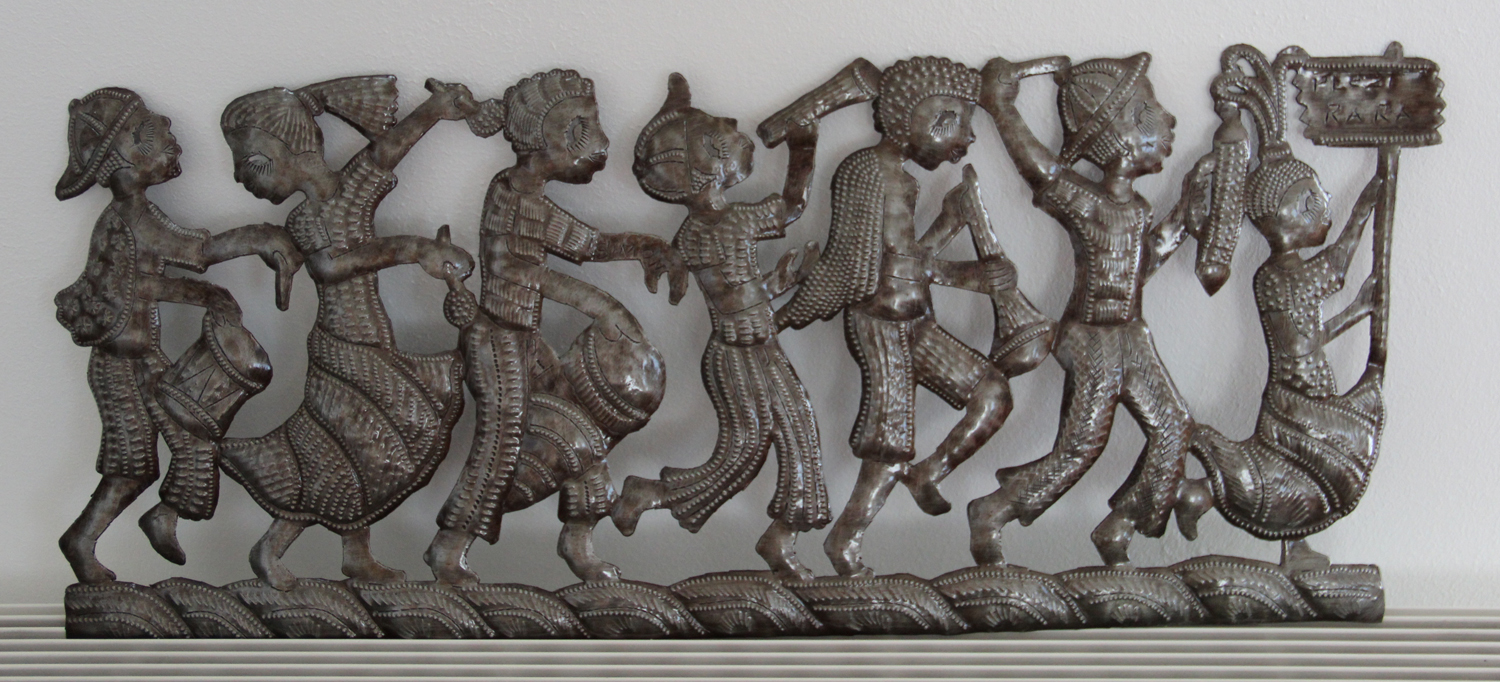
Une sculpture de bosmétal haïtien

- 1967, 1968, 1969, 1970, 1972, 1973 - Murat Brierre, Centre d'art, Port-au-Prince (solo)
- 1968 - Art of Haiti and Jamaica, Center for Inter-American Relations, New York
- 1974 - The Art of Haiti, Figge Art Museum (en), Davenport
- 1975 - Tamara Baussan and Murat Brierre, Centre d'art, Port-au-Prince
- 1979 - Kunst aus Haiti, Staatlichen Kunsthalle, Berlin
- 1980 - L'Art Haitien/L'Esprit Noir, Figg Art Museum, Davenport
- 1982 - Ritual and Myth: A Survey of African American Art, Studio Museum in Harlem, New York
- 1988 - Haiti, Art Naif, Art Vaudou, Galeries nationales du Grand Palais, Paris
- 1992 - A Haitian Celebration: Art and Culture, Milwaukee Art Museum, Milwaukee
- 2004 - Lespri Endepandan: Discovering Haitian Sculpture, Frost Art Museum, Florida International University, Miami
- 2007 - Haitian Art from the Hughes Collection, Spencer Museum of Art, Université du Kansas, Lawrence, Kensas
- 2009 - Jonathan Demme Collection: Inspiration of Haitian Art, French Institute Gallery, New York

## Collections publiques
- Brooklyn Museum : Scene of Devils
- Eli and Edythe Broad Art Museum, Université d'État du Michigan : Devil Mask
- Figge Art Museum (en) :
  - Twin Figures Giving Birth/Figures jumelles donnant naissance, linogravure
  - Crucifixion
  - Déformation
  - Quatre sirènes
  - L'Araignée
  - Le Sagittaire en démon
  - Le Sorcier
  - Man with One Tooth
  - Ogou
  - St Michael et le diable
  - Naissance, linogravure
  - Tree-Sake Lwa, linogravure
  - La Passion du Christ, linogravure
  - Crucifix, linogravure
  - Sunburst, linogravure
  - Winged Demon
  - Woman spirit with Keys, Linogravure
  - Visage en fer
  - Bawon Samdi
  - Christ sur la Croix